# The Runner (film, 2021)
Pour les articles homonymes, voir The Runner.
Pour plus de détails, voir Fiche technique et Distribution.
The Runner est un thriller américain de Michelle Danner sorti en 2021.
Il a été nommé a plusieurs festivals dont le Catalina Film Festival ainsi que le London Independent Film Festival de 2021.

## Synopsis
Après avoir été arrêté pour de la possession de drogues, Aiden, un jeune troublé, est forcé par la police à se cacher et à risquer sa vie pour faire arrêter un redoutable baron de la drogue.

## Fiche technique
- Titre : The Runner
- Réalisation : Michelle Danner
- Pays d'origine :  États-Unis
- Langue originale : Anglais
- Durée : 102 minutes
- Date de sortie : 2021

## Distribution
- Elisabeth Röhm : Miranda Albers
- Eric Balfour : la « légende locale »
- Nadji Jete : Blake
- Jessica Amlee : Liz
- Kerri Medders : Layla
- Cameron Douglas : le détective Wall
- Edouard Philipponnat : Aiden
- Larissa Dias : Reanne
- Josephine Hies : Lottie
- Alfred F. Woodley : le capitaine Ames
- Michelle Danner : Rita
- Tracy Melchior : Rachel
- Kyle Jones : l'officier Burrell
- Carley Harper : McClary, un journaliste
- Ayako Karasawa : Lilly
- Grace Pippas : Marisol